# Narcissus taitii
Narcissus taitii är en amaryllisväxtart som beskrevs av Julio Augusto Henriques. Narcissus taitii ingår i släktet narcisser, och familjen amaryllisväxter. Inga underarter finns listade i Catalogue of Life.